# Prefontaine Classic 2015
Prefontaine Classic 2015 byl lehkoatletický mítink, který se konal 29. května a 30. května 2015 v americkém městě Eugene. Byl součástí série mítinků Diamantová liga.

## Výsledky
- Archiv výsledků zde [1]

### Muži
| Disciplína      | 1. místo                      | 2. místo                       | 3. místo                     |
| 200 m           | Justin Gatlin 19,68           | Anaso Jobodwana 20,04          | Nickel Ashmeade 20,18        |
| 400 m           | Kirani James 43,95            | LaShawn Merritt 44,51          | Chris Brown 44,54            |
| 1 míle          | Ayanleh Souleiman 3:51,10     | Matthew Centrowitz 3:51,20     | Asbel Kipruto Kiprop 3:51,25 |
| 110 m překážek  | Pascal Martinot-Lagarde 13,06 | Aries Merritt 13,12            | David Oliver 13,14           |
| 3000 m překážek | Ezekiel Kemboi 8:01,71        | Jairus Kipchoge Birech 8:01,83 | Conseslus Kipruto 8:05,20    |
| 400 m překážek  | Johnny Dutch 48,20            | Bershawn Jackson 48,22         | Michael Tinsley 48,79        |
| Skok do výšky   | Mutaz Essa Baršim 241 cm      | Zhang Guowei 238 cm            | Erik Kynard 235 cm           |
| Skok o tyči     | Renaud Lavillenie 605 cm      | Sam Kendricks 580 cm           | Raphael Holzdeppe 580 cm     |
| Vrh koulí       | Joe Kovacs 22,12 m            | David Storl 21,92 m            | Ryan Whiting 21,37 m         |
| Hod diskem      | Piotr Małachowski 65,59 m     | Robert Urbanek 65,42 m         | Vikas Gowda 64,41 m          |

### Ženy
| Disciplína  | 1. místo                            | 2. místo                    | 3. místo                     |
| 100 m       | Shelly-Ann Fraserová-Pryceová 10,81 | Murielle Ahouréová 10,81    | Tori Bowieová 10,82          |
| 800 m       | Eunice Jepkoech Sumová 1:57,82      | Ajee Wilson 1:57,87         | Brenda Martinez 1:59,06      |
| 5000 m      | Genzebe Dibabaová 14:19,76          | Faith Kipyegonová 14:31,95  | Vivian Cheruiyotová 14:46,69 |
| Skok daleký | Tianna Bartolettaová 711 cm         | Christabel Nettey 699 cm    | Lorraine Ugen 689 cm         |
| Trojskok    | Caterine Ibargüenová 15,18 m        | Jekatěrina Koněvová 15,04 m | Olga Saladuchová 14,48 m     |
| Hod oštěpem | Christina Obergföllová 63,07 m      | Kara Wingerová 62,85 m      | Madara Palameika 62,85 m     |